# Örvös bukó
Az örvös bukó (Mergus serrator)  a lúdalakúak (Anseriformes) rendjében a récefélék (Anatidae) családjába sorolt  madárfaj.

## Rendszerezése
A fajt Carl von Linné svéd természettudós írta le 1758-ban.

## Előfordulása
Izlandon, a Brit-szigeteken,  Skandináviában és Ázsia északi részén Kamcsatkáig költ. Észak-Amerika északi részéin is megtalálható. Telelni délre húzódik, általában a tengerpartokon marad, a szárazföld belsejébe ritkábban hatol. Természetes élőhelyei a tavak, folyók és tengerpartok.

### Kárpát-medencei előfordulása
Magyarországon rendszeres vendég, novembertől májusig lehet megfigyelni.

## Megjelenése
Testhossza 52–58 centiméter, szárnyfesztávolsága 70–86 centiméter; a hím testtömege 947–1350 gramm, a tojó kicsi kisebb, 900–1100 gramm. Hegyes, a csúszós halak megfogására alkalmas csőre van.
|  |  |

## Életmódja
Általában 5-15 centiméter közötti halakat fogyaszt, de vízi rovarokat és rákokat is fogyaszt. Nagyon jó úszó, a táplálékáért mélyre is lemerül.

## Szaporodása
Fészkét víz közeli üregekbe, sziklák közé, vagy bokrok alá rakja és pehelytollal béleli ki. A fészekalj 7-14 tojásból áll, melyen 26-35 napig kotlik. A fiókák 60 nap után válnak önállóvá.
|  |

## Természetvédelmi helyzete
Az elterjedési területe rendkívül nagy, egyedszáma pedig stabil. A Természetvédelmi Világszövetség Vörös listáján nem fenyegetett fajként szerepel. Európában mérsékelten fenyegetett fajként van nyilvántartva, Magyarországon fokozottan védett, természetvédelmi értéke 50 000 Ft.